# Blu quasi trasparente
Blu quasi trasparente (限りなく透明に近いブルー) è un romanzo dell'autore giapponese Ryū Murakami, pubblicato nel 1976. La trama è estremamente cupa e tratta temi crudi quali violenza, overdose, suicidio e l'insoddisfazione per il genere di vita che i vari personaggi si sono ridotti a condurre.
Murakami con esso partecipò al concorso letterario per esordienti organizzato dalla rivista letteraria Gunzō, di cui vinse il primo premio. Nello stesso anno vinse anche il prestigioso Premio Akutagawa.

## Trama
Il romanzo è incentrato sulle vicende di un gruppo di ragazzi di una città giapponese che ospita una base militare statunitense. Le loro vite si esauriscono nella pratica del sesso, dell'uso ricreativo di droghe e dell'ascolto di musica rock.

## Edizioni
- Ryū Murakami, Blu quasi trasparente, traduzione di B. Forzan, Rizzoli, 1993.